# Попино прасе
Попино прасе (лат. Hordeum murinum) једногодишња је врста траве сродна јечму. Ареал распрострањења врсте простире се по већем делу Европе (од југа Шведске до Медитерана), југозападној Азији, Ирану. Честа је на рудералним стаништима, и као адвентивна врста пренесена је у Северну Америку.